# DBDesigner
DBDesigner（デービーデザイナー）とは、米国FabFORCE.netが配布している、ER図作成ツールのことである。

## 派生ソフトウェア
- DBDesigner 4 日本語版 ： DBDesignerを日本語化したソフトウェア。
- DB Designer Fork ： 開発が停止しているDBDesignerから派生した、プロジェクト。バグフィックスとMySQL以外のDBへの対応が主。